# The Tender Hearted Boy
The Tender Hearted Boy é um filme mudo norte-americano de 1913 em curta-metragem, do gênero drama, dirigido por D. W. Griffith e estrelado por Mae Marsh.